# Salah Bouchekriou
Salah Bouchekriou (arabsko صالح بوشكريو), alžirski rokometaš, * 1962.
Leta 1988 je na poletnih olimpijskih igrah v Seulu v sestavi alžirske rokometne reprezentance osvojil 10. mesto.